# クィーンストン
クィーンストン（Queenston）は、カナダのオンタリオ州にある町である。ナイアガラフォールズのナイアガラ・オン・ザ・レイク5キロメートル北に位置している。
また、ハイウェイ405の道路に位置している。

## 歴史
クィーンストンは、1770年代、アメリカ合衆国からの王党派（w:United Empire Loyalist）の避難民および移民によって植民され作られた。
18世紀にはクイーンズタウンとして表記されることもあった。